# Ēriks Mesters
Ēriks Mesters (District Jelgava, 20 december 1926 – Riga, 8 november 2009) was een Lets theoloog en aartsbisschop van de Letse Evangelisch-Lutherse Kerk (aartsbisschop van Riga) van 1986 tot 1989. 
Ēriks Mesters nam als soldaat van het Rode Leger deel aan de Tweede Wereldoorlog. In de periode van 1956 tot 1959 werkte hij als adviseur voor de Nationale Economische Raad van Letse SSR. Van 1960 tot 1967 studeerde hij theologie aan het seminarie van de Letse Evangelisch-Lutherse Kerk te Riga. Op 8 juni 1969 werd hij tot priester gewijd in de Kerk van de H. Drievuldigheid in Riga, waaraan hij sinds 1968 als vicaris verbonden was. Van 1969 tot 1986 was hij pastor van de H. Drievuldigheidskerk en van 1972 tot 1986 tevens van de parochiekerk van Dalbes. Vanaf 1980 was hij lid van het Consistorie van de Letse Kerk.
Mesters werd op 15 april 1986 tijdens de buitengewone synode van de Letse Evangelisch-Lutherse Kerk gekozen tot aartsbisschop van Riga gekozen. Hij volgde hiermee de in augustus 1985 overleden Jānis Matulis op. Op 24 augustus werd hij geconsacreerd door een emeritus bisschop van de Kerk van Zweden. Van 1986 tot 1989 was Mesters docent ethiek aan het theologisch seminarie te Riga.
Ēriks Mesters stond bekend als een aanhanger van de bestaande (communistische) orde. In de roerige jaren tachtig in Baltische staten, toen met name jonge inwoners van de drie landen om onafhankelijkheid riepen, koos Mesters om onomwonden de kant van de overheid. Binnen het Consistorie (bestuur) van de Letse Kerk was zijn houding niet onomstreden en dit leidde waarschijnlijk tot zijn emeritaat in 1989. Sindsdien was hij emeritus-aartsbisschop. 
In 2005 verscheen een boek over de geschiedenis van de Letse Kerk van zijn hand. In de jaren daarvoor schreef hij enige biografieën van lutherse aartsbisschoppen.
Mesters overleed op 82-jarige leeftijd in Riga.